# Falascia
I falascia (anche falascià o falasha) sono un popolo di origine etiope e di religione ebraica.
Sono noti anche col termine Beta Israel (ቤተ፡ እስራኤል o Bēta 'Isrā'ēl in lingua ge'ez; ביתא ישראל in ebraico), che significa Casa (di) Israele, ed è da loro preferito vista l'accezione negativa che la parola Falasha ha assunto in amarico, e che significa "esiliato" o "straniero".

## Storia

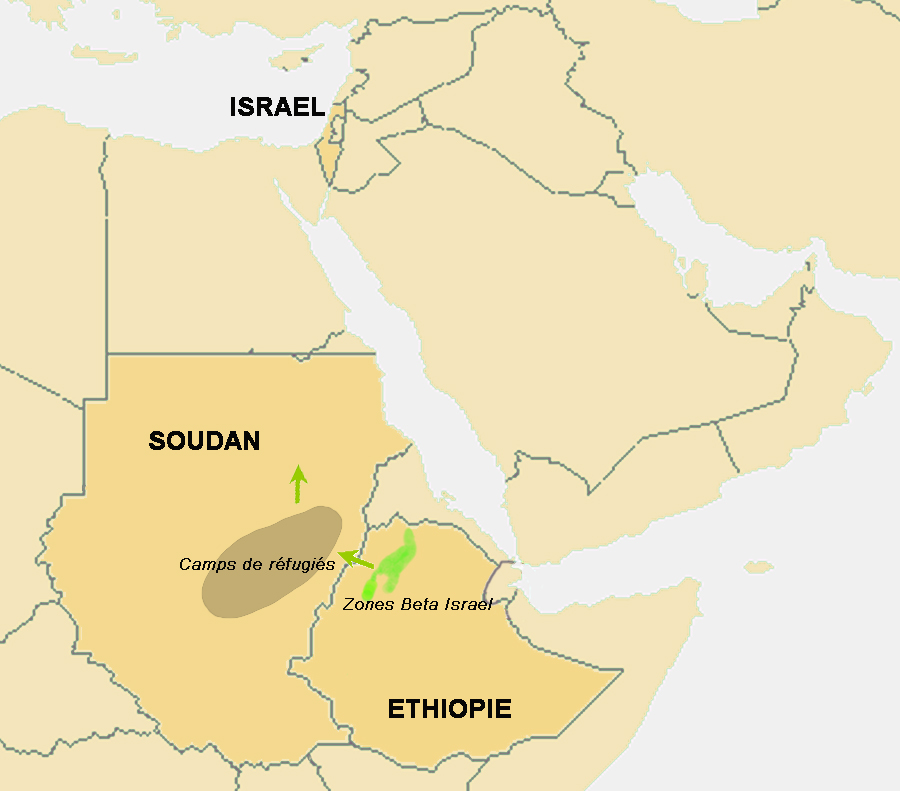
Mappa che mostra l'emigrazione dei falascià verso Israele

Fin dal XV secolo esistono testimonianze storiche e letterarie che parlano di "ebrei neri". Essi non si distinguono dalle popolazioni delle terre di cui sono originari né per le lingue né per i tratti, ma solo per la religione professata, l'ebraismo. Secondo alcuni storici, essi deriverebbero dalla fusione tra le popolazioni autoctone africane e quegli ebrei fuggiti dal proprio paese in Egitto (ma questa indicazione geografica data dalla Bibbia potrebbe genericamente indicare tutto il Corno d'Africa) ai tempi della distruzione di Gerusalemme nel 587 a.C. o in successive ondate della diaspora ebraica. Dal punto di vista religioso, sarebbero i frutti dell'unione tra Salomone e la Regina di Saba. Questo creerebbe, secondo la visione dell'Ebraismo Ortodosso, alcuni problemi perché l'ebraicità è trasmessa in linea femminile, ed essendo la Regina di Saba non ebrea, in teoria neanche i discendenti dovrebbero esserlo.
Minacciati da carestie e dalle repressioni del governo etiope nel 1977-1979, emigrarono verso il Sudan, il cui governo fu però ostile nei loro confronti. Israele prima organizzò una missione segreta nel 1980/81, salvandone circa 5000. Successivamente il governo di Israele decise di trasportarli nel proprio territorio in maniera massiccia attraverso un ponte aereo: si susseguirono così le tre operazioni denominate Operazione Mosè, Operazione Giosuè ed Operazione Salomone, fino al 1991 (vennero trasferiti circa 90.000 ebrei, l'85% della comunità presente).
Le operazioni furono decise per risolvere in tempi ragionevoli la situazione di grave disagio, in realtà la emigrazione regolare di singoli o famiglie era in atto da anni assistita da associazioni di supporto, ma il contingentamento dei permessi di espatrio e le continue richieste di denaro dei governi locali per concedere tali permessi, li rendevano di fatto degli ostaggi.

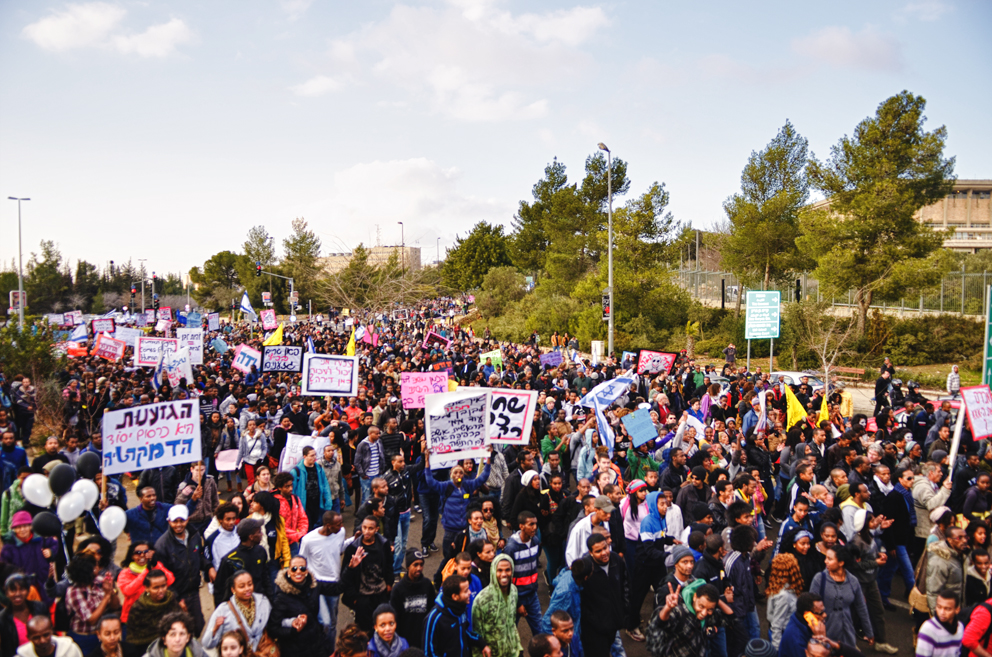
Una protesta falascia in Israele.

Attualmente in Israele vivono diverse decine di migliaia (circa 135.000) di ebrei falascià in progressiva integrazione, nonostante difficoltà di adeguamento ad un ambiente diversissimo da quello di origine (dalla società tribale tradizionale a quella omogeneizzata tecnologica moderna) Nonostante numerosi casi di alienazione e di degrado, i giovani tendono ad essere assimilati facilmente nella società israeliana; una forte azione di omologazione ed integrazione dei giovani è svolta dalle scuole e dall'arruolamento nelle forze armate. Molto diversa è la questione degli anziani, soprattutto maschi, che sono stati completamente privati del rapporto con la comunità tribale, e della loro funzione di essere supporto economico della famiglia, supporto che è divenuto inutile e che non riescono più a realizzare in una società per loro estranea; si sono avuti diversi casi di alienazione e suicidi, una parte consistente di anziani è comunque felicemente integrata in sorte di "tribù" succedanee costituite dal mantenimento di una rete di rapporti familiari, ed interfamiliari, ricostituiti ed allargati. Per contro è senz'altro migliore la situazione delle donne anziane che sono valorizzate maggiormente nella cultura moderna rispetto a quella tribale, e trovano continuità nella necessità di dover supportare le funzioni familiari.
Alcuni studiosi ebraici ritengono che questo gruppo di ebrei-etiopi sia ciò che rimane di una delle tribù perdute di Israele.

## I falascia nel cinema e nella letteratura
- Nel 1999 il libro Il mistero del Sacro Graal di Graham Hancock narra della ricerca dell'Arca dell'alleanza che si dice sia custodita ad Axum, parla della cultura Falascià e dei collegamenti di questi con la religione ebraica e con il governo di Gerusalemme.
- Nel 2005 è uscito nelle sale cinematografiche il film Vai e vivrai (titolo originale: Va, vis et deviens), del regista Radu Mihăileanu. Narra la vicenda di Salomon, un bimbo etiope che lascia i campi profughi del Sudan fingendosi falascià e approfittando così dell'operazione Mosè, nella speranza di avere un futuro migliore in Israele; là sarà creduto da tutti un vero falascià, vivendo le difficoltà di integrazione di tutti i falascià.
- Nel 2005 il documentario Code Name Silence (Kod Schtika) di Yifat Kedar, parla di episodi criticabili imputabili ad alcuni collaboratori del Mossad durante l'operazione Mosè.
- Nel 2019  il film Red Sea Diving di Gideon Raff, tratto dal romanzo Mossad Exodus di Gad Shimron, narra del salvataggio di 5000 rifugiati etiopi organizzato nel 1980-81 dal Mossad.

## I falascia nella musica contemporanea
Nel 2010, in occasione del Romaeuropa Festival, è stata presentata l'opera LEILIT del compositore israeliano Yuval Avital per 7 fisarmoniche, 7 flauti dolci, pianoforte, pianoforte ad arco, chitarra e due cantori Kes (Eli Wande Montesanut e Baruch Mesert) capi spirituali della comunità dei Falascià. Molto famoso pure il sassofonista Abate Berihun creando un mix tra canzoni ebraiche ed Etiopi.
Nel 2020 la cantante israeliana di origini etiopi Eden Alene fu selezionata nel paese a rappresentare Israele all'Eurovision Song Contest 2020 con la canzone Feker libi; dopo l'annullamento dell'evento a causa della pandemia di COVID-19, l'artista fu riconfermata come rappresentante nazionale per l'edizione del 2021, con il nuovo brano Set Me Free.